# Familia Văcărescu
Familia Văcărescu a fost o familie boierească din Țara Românească, cu proprietăți în satul Văcărești lângă Târgoviște.

## Membri

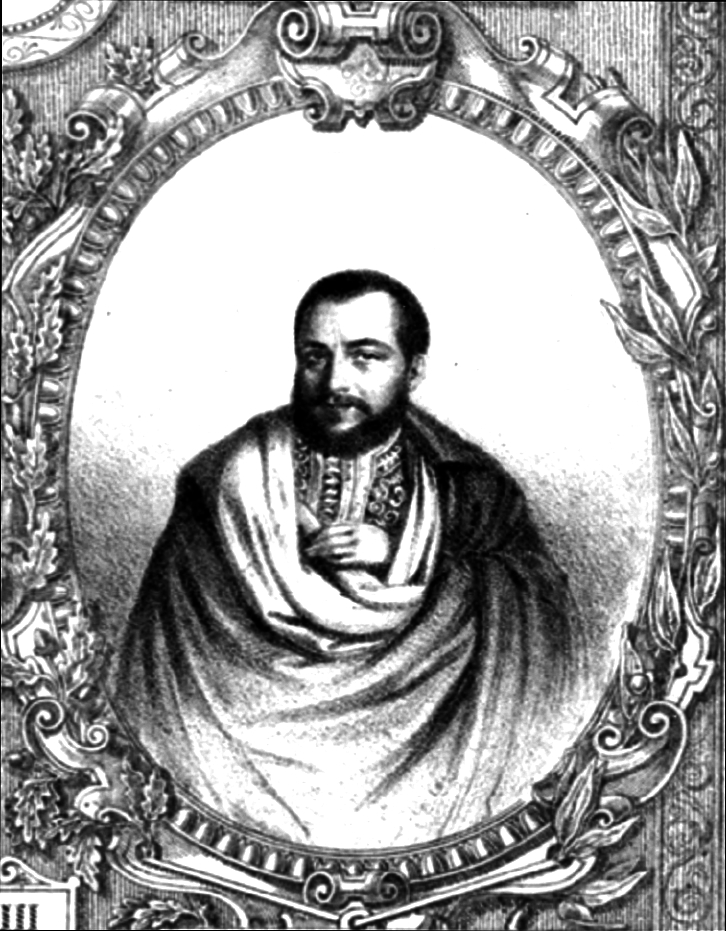
Iancu Văcărescu

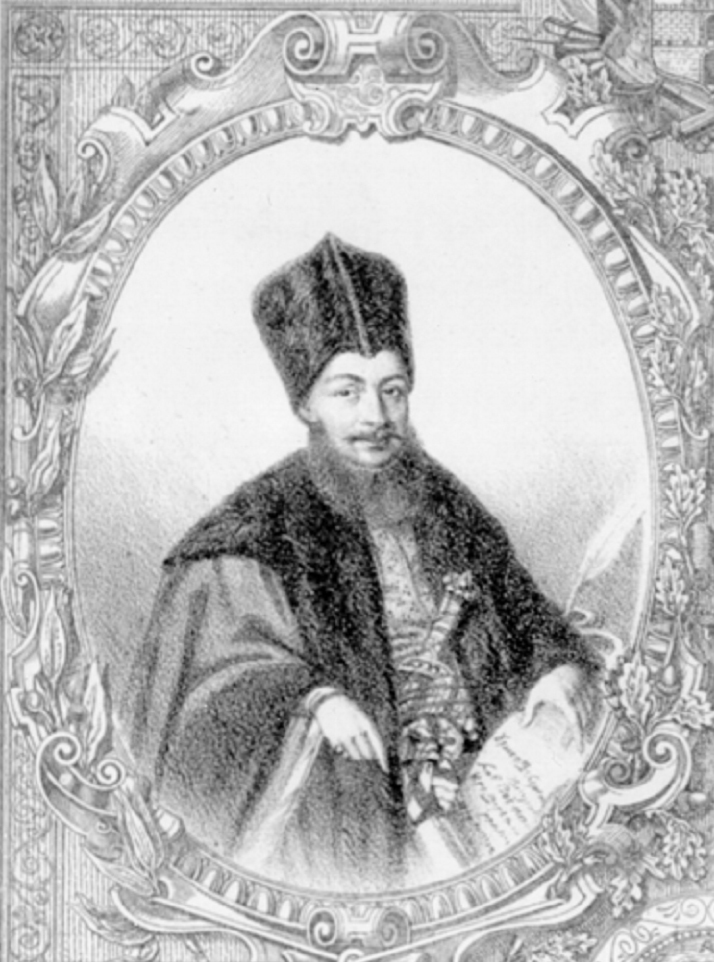
Ienăchiță Văcărescu

- Ianache Văcărescu (1654–1714), postelnic in Țara Românească[1]
- Ienăchiță Văcărescu (1740–1797), poet
- Alecu Văcărescu (1767–1798), poet
- Nicolae Văcărescu (1786–1825), poet
- Barbu Văcărescu (1832), ultimul mare ban al Craiovei
- Iancu Văcărescu (1792–1863), poet
- Theodor C. Văcărescu (1842–1914), militar, diplomat
- Maurice Paléologue (1859–1944), scriitor și diplomat francez, ambasador al Franței la Petersburg
- Elena Văcărescu (1864–1947), poetă